# Condado de Grady (Oklahoma)
O Condado de Grady é um dos 77 condados do estado norte-americano do Oklahoma. A sede do condado é Chickasha, que também é a maior cidade.
A área do condado é de 2863 km² (dos quais 11 km² são cobertos por água), uma população de 50 490 habitantes e uma densidade populacional de 17 hab/km². O Condado faz parte da Região metropolitana de Oklahoma City.

## Condados adjacentes
- Condado de Canadian (norte)
- Condado de McClain (leste)
- Condado de Garvin (sudeste)
- Condado de Stephens (sul)
- Condado de Comanche (sudoeste)
- Condado de Caddo (oeste)

## Cidades e Vilas
- Alex
- Amber
- Bradley
- Bridge Creek
- Chickasha
- Minco
- Ninnekah
- Norge
- Pocasset
- Rush Springs
- Tuttle
- Verden